# Matagorda County
Matagorda County är ett administrativt område i delstaten Texas, USA, med 36 702 invånare (2010). Den administrativa huvudorten (county seat) är Bay City.

## Geografi
Enligt United States Census Bureau så har countyt en total area på 4 175 km². 2 290 km² av den arean är land och 1 290 km² är vatten. 

### Angränsande countyn
- Brazoria County - nordost
- Mexikanska golfen - sydost
- Calhoun County - sydväst
- Jackson County - väster
- Wharton County - nordväst